# Huelga de celo
Se denomina huelga de celo en España, en la Argentina trabajo a reglamento y en Colombia operación tortuga, a la actuación organizada de los trabajadores de una o más empresas del mismo o diferentes sectores productivos que consiste en el cumplimiento estricto de la normativa laboral, de salud e higiene y con rigurosa aplicación de las disposiciones de los convenios laborales, haciendo lo mínimo indispensable y causando así una ralentización de la actividad empresarial.
El efecto de ralentización productiva se produce al llevar al extremo la interpretación, en algunos casos literal, de las normas jurídicas que regulan la actividad, provocando tiempos muertos en el proceso y una caída de la productividad.